# Kim Pan-keun
Kim Pan-keun (hangul: 김판근, ur. 5 marca 1966 w Haenam) - były południowokoreański piłkarz występujący na pozycji obrońcy. Obecnie jest trenerem drużyny BSP Youth Academy.

## Kariera klubowa
Kim Pan-keun jest wychowankiem drużyny Uniwersytetu Koreańskiego. W 1987 roku debiutował w pierwszej drużynie Daewoo Royals. W sumie grał tu przez siedem sezonów. Dwukrotnie triumfował w rozgrywkach K-League (w sezonach 1987 i 1991), co jest równoznaczne ze zdobyciem tytułu mistrza kraju. Został również wicemistrzem w sezonie 1990.
W styczniu 1994 podpisał kontrakt z zespołem LG Cheetahs. Grał tu przez dwa sezony. Potem odszedł do Anyang LG Cheetahs. W 1998 roku przeniósł się do australijskiego Marconi Stallions. Tutaj w 2001 roku zakończył profesjonalną karierę piłkarską.
Od 2001 roku jest trenerem klubu BSP Youth Academy.

## Kariera reprezentacyjna
Kim Pan-keun jest 49-krotnym reprezentantem Korei Południowej. Został powołany na Mistrzostwa Świata 1994 w Stanach Zjednoczonych. Grając z numerem 4 na koszulce pojawił się na boisku we wszystkich meczach grupowych: z Hiszpanią (2:2), Boliwią (0:0) i Niemcami (2:3). Zgromadzone przez jego zespół dwa punkty nie wystarczyły jednak do wyjścia z grupy i Korea zakończyła turniej po fazie grupowej.
W 1996 roku dostał powołanie na Puchar Azji rozgrywany w Zjednoczonych Emiratach Arabskich, gdzie Korea odpadła w ćwierćfinale. On zaś pojawił się na boisku w dwóch meczach grupowych: z Indonezją (4:2) i Kuwejtem (0:2).

### Statystyki reprezentacyjne
| Reprezentacja    | Rok  | Mecze | Gole |
| ---------------- | ---- | ----- | ---- |
| Korea Południowa | 1996 | 10    | 0    |
| Korea Południowa | 1995 | 3     | 0    |
| Korea Południowa | 1994 | 11    | 1    |
| Korea Południowa | 1993 | 4     | 1    |
| Korea Południowa | 1992 | 4     | 0    |
| Korea Południowa | 1991 | 4     | 0    |
| Korea Południowa | 1990 | 8     | 0    |
| Korea Południowa | 1989 | 0     | 0    |
| Korea Południowa | 1988 | 2     | 0    |
| Korea Południowa | 1987 | 3     | 1    |

Ostatnia aktualizacja: 4 czerwca 2010.

## Sukcesy

### Daewoo Royals
- Zwycięstwo
  - K-League: 1987, 1991
- Drugie miejsce
  - K-League: 1990